# Пазарли
Пазарли (на гръцки: Μελάνθιο, Мелантио, катаревуса Μελάνθιον, Мелантион, до 1927 година Παζαρλή, Пазарли) е село в Егейска Македония, Гърция, дем Кукуш (Килкис) на административна област Централна Македония. Кьосе Мурджели има население от 235 души (2001).

## География
Селото е разположено на 20 километра югоизточно от демовия център град Кукуш (Килкис), в планината Карадаг (Мавровуни).

## История
На 3 km северно са развалините на средновековната Пазарлийска крепост.
През XIX век Пазарли е турско село в казата Аврет Хисар (Кукуш) на Османската империя. След Междусъюзническата война селото попада в Гърция. Населението му се изселва в Турция и на негово място са настанени гърци бежанци. В 1927 година името на селото е променено на Мелантион. В 1928 година селото е изцяло бежанско с 18 семейства и 61 жители бежанци.
| Име       | Име       | Ново име  | Ново име  | Описание                             |
| --------- | --------- | --------- | --------- | ------------------------------------ |
| Ески Тарк | Έσκή Τάρκ | Харисмата | Χαρίσματα | местност на З от Пазарли             |
| Музгали   | Μουσγαλή  | Ласпорема | Λασπόρεμα | река на З от Пазарли                 |
| Слатина   | Σλατινα   | Хрисо     | Χρυσό     | местност на З от Пазарли             |
| Каваци    | Καβάκια   | Левкес    | Λεύκες    | местност на ЮЗ от Пазарли            |
| Пазарли   | Παζαρλή   | Агора     | Άγορά     | въъзвишение на ЮЗ от Пазарли (524 m) |
| Пазарли   | Παζαρλή   | Рема      | Ρέμα      | река на С от Пазарли                 |
| Ахметли   | Άχμετλη   | Корифи    | Κορυφή    | възвишение на С от Пазарли (574,2 m) |
| Кале      | Γάλε      | Кастрон   | Καστρον   | възвишение на С от Пазарли           |